# Radaranlage Dimona
Koordinaten: 30° 58′ 32,5″ N, 35° 5′ 55,3″ O

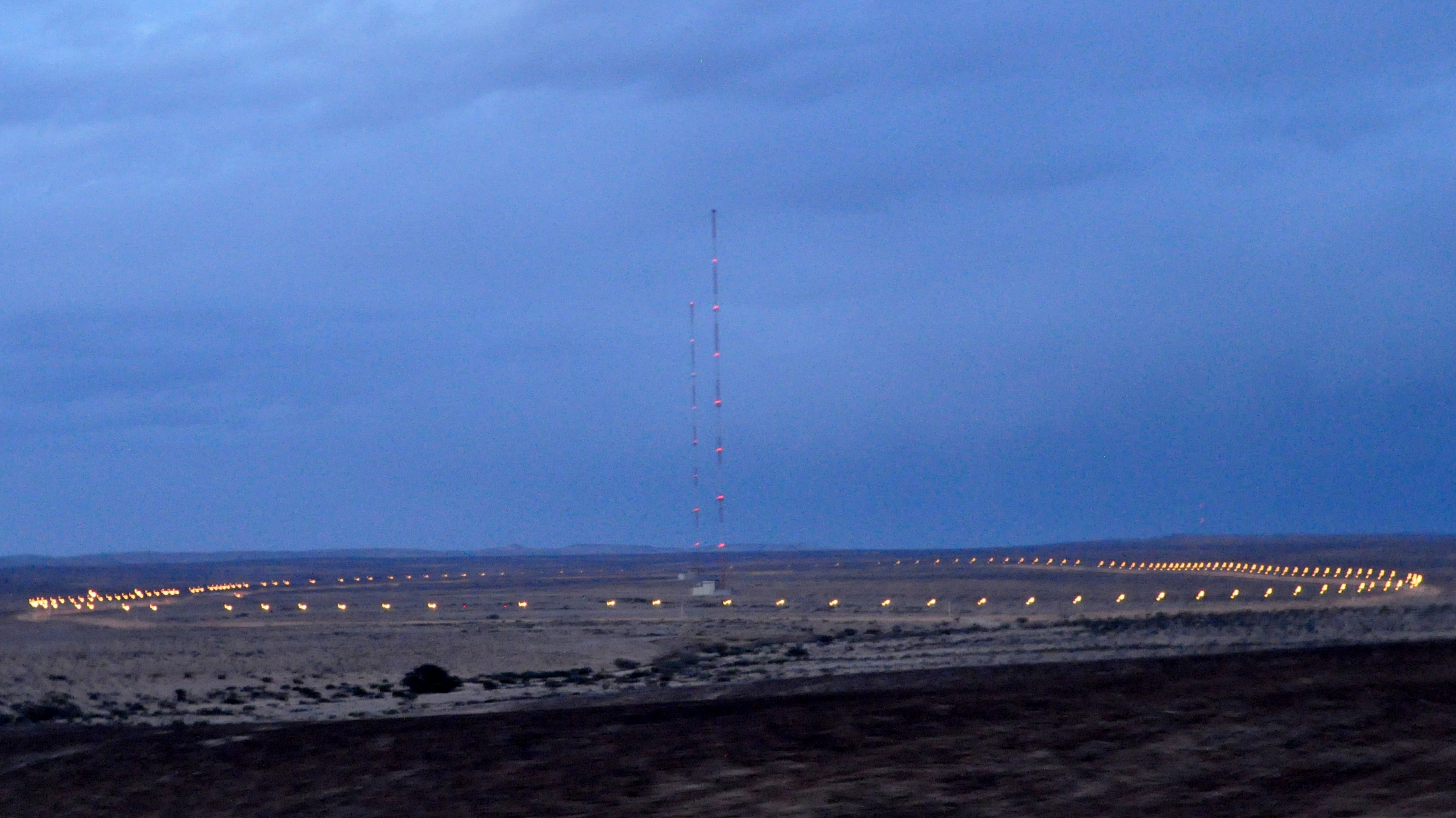
Radaranlage nahe Dimona

Die Radaranlage Dimona ist eine Anlage zur Überwachung des Luftraums in der Negevwüste, in der Nähe der Stadt Dimona, Israel. Die Anlage soll Israel vor Raketenangriffen aus dem Iran warnen. Sie besteht aus zwei je 400 Meter hohen Türmen, deren Errichtung Ende 2008 begonnen wurde. Bei den Türmen soll es sich um die höchsten Bauwerke Israels handeln und zugleich um die höchsten Radar-Überwachungstürme der Welt.